# Интерстицијски кератитис
Интерстицијски кератитис или стромални кератитис хронично је неулцерозно запаљење средњих слојева рожњаче (или строме која се  налази између епитела и ендотела рожњаче), која је кроз историју постала синоним за сифилисом изазвану болест. Болест је понекад удружена са увеитисом, и обично је изазвана инфекцијом. 
Клиничку слику карактерише фотофобија, бол, сужење и поступно замућење вида. Дијагноза се поставља помоћу прегледа процепном лампом и серолошких анализама за утврђивање узрочника. Терапија која је примарно  усмерено на уклањању узрокаможе бити допуњена и локалном применом кортикостероида.
Интерстицијски кератитис,  у већини случајева јавља се  код деце као касна компликација урођеног сифилиса, код кога могу бити захваћена оба ока. Иако је урођени (конгенитални) сифилис водећи узрок интерстицијског кератитиса, познати су различити бактеријски, вирусни, паразитски и аутоимуни узроци интерстицијаког кератитиса. Сличан сифилистичком, али мање драматичан обострани кератитис јавља се у Когановом синдрому, Лајмској болести и код инфекције Епштајн–Баровим вирусом. Ретко, код одраслих особа, стечени сифилис или туберкулоза могу изазвати једнострани интерстицијски кератитис.

## Епидемиологија
Интерстицијски кератитис се генерално посматра у контексту сифилиса и, ређе, у контексту херпес симплекс кератитиса и Когановог синдрома. У различитим земљама у којима су микобактеријске болести (нпр туберкулоза, лепра ) ендемске, ови и паразитски узроци интерстицијалног кератитиса могу се чешће виђати.
Наследни (конгенитални) интерстицијски кератитис, који чини око 90% свих случајева, обично се јавља у доби од 6-12 година.
Сифилисом изазван стечени интерстицијски кератитис се углавном манифестује у трећој до петој деценији живота.

## Етиологија
Најчешћи узрок интерстицијског кератитис је сифилис. Међутим, постоји неколико системских болести, укључујући бактеријске, вирусне и паразитске инфекције, као и Коганов синдром, које могу бити повезан са различитим системским васкулитисима. 

### Сифилис
Интерстицијски кератитис код сифилиса може бити последица имунолошки посредоване реакције на непознати антиген трепонеме. Интерстицијски кератитис се може јавити и код урођеног и код стеченог сифилиса.

### Туберкулоза
Туберкулоза и лепра су две микобактеријске инфекције које могу бити узрочници у патогенези интерстицијалног кератитиса.
На глобалном нивоу, туберкулоза је важно питање јавног здравља, а у неким земљама туберкулоза је постала релевантна тема због повећане имиграције становништва из ендемских подручја, развоја резистентних сојева микобактерија и инфекције вирусом хумане имунодефицијенције (ХИВ).
Иако је примарна инфекција ока туберкулозом изузетно ретка, интерстицијски кератитис може бити повезан са плућном туберкулозом. Чак и у овом окружењу, изузетно је ретка а, када је присутна, обично је једнострана. У складу са другим типовима интерстицијалног кератитиса, изгледа да је патогенеза имунолошка реакција повезана са туберкулозним антигеном унутар рожњаче. Клинички налази су слични интерстицијском кератитису због других поремећаја.

### Губа
Лепру  изазива Mycobacterium leprae  који на специфичан начин инфицира кожу и периферне нерве. Забележена су два облика лепре, туберкулозна и лепроматска. Интерстицијски кератитис такође може бити окуларни налаз код лепре (Хансенова болест), и, за разлику од оног код туберкулозе, лепроматозни интерстицијски кератитис је обично обострани.
Још једна препознатљива карактеристика лепроматозног интерстицијалног кератитиса је да су микроорганизми пронађени у целој строми, што имплицира да се може јавити директна инфективна етиологија, за разлику од имунолошке етиологије. Клинички налази интерстицијалног кератитиса су слични као код туберкулозног интерстицијског кератитиса. Прогноза за очување вида је лоша због широко распрострањеног захватања нерава рожњаче у лепроматозним интерстицијским кератитисом.

### Лајмска болест
Лајмска болест је системска заразна болест коју изазива бактерија Borrelia burgdorferi која се преноси на људе уједом заражених црноногих крпеља. Клинички, разликује се три стадијума болести, а захваћеност ока се обично јавља у стадијуму два и стадијуму три.
Први стадијум представља вирусни продром са болешћу налик грипу и типичним лезијама ока  и еритемом по кожи. Други стадијум карактеришу неуроофталмолошке манифестације. Кератитис, заједно са увеитисом и васкулитисом, ретко се може јавити у трећем стадијуму.
Интерстицијски кератитис код пацијената са Лајмском болешћу обично не карактерише стромални едем, али је иначе сличан интерстицијском кератитису због других узрока. Лајмски кератитис се такође може појавити као велики нумуларни инфилтрати на различитим нивоима строме у одсуству неоваскуларизације рожњаче.

### Паразитске инфекције
Паразитске инфекције су ретки узроци интерстицијалног кератитиса у појединим земљама.
Acanthamoebа или инфекција слободноживећом амебом, може изазвати озбиљан кератитис, посебно код пацијената са историјом ношења или злоупотребе контактних сочива. У претходним деценијама утврђено је да је употреба домаћих сланих раствора узрок кератити са амебом . Употреба контактних сочива током пливања, у топлој клими и слаткој води обично  је још један фактор ризика. Acanthamoeba кератитис може имати различите карактеристике, али најзначајнији симптом је бол који није пропорционалан клиничким налазима. Иако се може приметити и епителиопатија, може се уочити примарно захваћеност строме, укључујући инфламаторни едем, који може да личи на интерстицијски кератитис. Код типичног Acanthamoeba кератитис, стромална неоваскуларизација није рани налаз.
Онкоцерциаза (речно слепило) је резултат инфекције нематодом Onchocerca volvulus. Захваћеност ока је резултат миграције микрофиларија у очна ткива. Онкоцеркоза се углавном јавља у Африци, али изолована жаришта постоје и у Јемену и деловима Централне и Јужне Америке.
Интерстицијски кератитис узрокован онкоцерцазом описан је као почетак у периферној рожњачи, праћен прогресивним ширењем центрипетално. Може доћи до васкуларизације и потпуне опацификације рожњаче, али истањивање рожњаче није значајна карактеристика у овом стању.
Leishmania је протозојски агенс који се обично виђа у Азији, Африци и Јужној Америци. Носи га вектор пешчане мушице и дели се на кожне и висцералне облике. Обично се виде две врсте кератитиса. Некротизујући кератитис може напредовати до некрозе рожњаче и перфорације. Међутим, друга презентација је типичног интерстицијалног кератитиса са касним ожиљцима и стањивањем рожњаче.
Trypanosoma cruzi  је одговоран за Шагасову болест у Америци, а Trypanosoma brucei је одговоран за трипанозомијазу у Африци, такође познату као афричка болест спавања. Интерстицијски кератитис се може видети у афричком облику.
Микроспоридије су мале интрацелуларне протозое које су примарно изоловане од пацијената са синдромом стечене имунодефицијенције (АИДС) који су развили површински кератокоњунктивитис. Такође ретко изазивају кератитис код имунокомпетентних особа.

### Вирусне инфекције
Инфекције рожњаче вирусом херпес симплекса изазивају безброј клиничких налаза. Херпетична стромална болест може имати облик интерстицијалног кератитиса и представља важан ентитет у диференцијалној дијагнози. Типични налази интерстицијалног кератитиса могу бити присутни заједно са имунолошким прстеном, што може бити од дијагностичког значаја.
Епшајн-Бар вирус и херпес зостер/варичела су други вируси који могу имати променљиву презентацију код болести рожњаче. Могу бити присутни једнострани или билатерални, мултифокални или дискретни инфилтрати.
Заушке узроковане вирусом обично изазивају упалу сузних жлезда, али може доћи и до захватања рожњаче. Презентација се креће од пунктатне епителне кератопатије до нумуларног кератитиса.
Захваћеност рожњаче код малих богиња (рубеола) је типичан површински ограничени кератитис. Међутим, мале богиње код пацијената са недостатком витамина А узрокованим неухрањеношћу су подложне стромалној инфилтрацији и перфорацији. 
Пријављен је један случај интерстицијалног кераритиса за који се претпоставља да је последица вируса ковидом-19.

### Коганов синдром
Стечена тријада несифилитичног интерстицијалног кератитиса, вестибулоаудиторне болести и повезаног аутоимуног васкулитиса позната је као Коганов синдром и први пут је описана 1945. године.  У овом стању, изненадни почетак вестибулоаудиторних симптома (нпр  тинитус, вртоглавица, мучнина)  јавља се заједно са запаљењем рожњаче и често је праћено аутоимуним поремећајима (нпр  нодозни полиартеритис, Вегенерова грануломатоза, реуматоидни артритис).
За разлику од глувоће повезане са сифилитичним интерстицијским кератитисом, губитак слуха код Когановог синдрома такође има горе описане вестибуларне симптоме. Иако је тачна патогенеза непозната, процес болести вероватно представља имунолошку реакцију против уобичајеног антигена који се налази у рожњачи и унутрашњем уху.
Налази рожњаче су веома слични онима који се виде код сифилисом изазваног интерстицијалног кератитиса, са лимфоцитном инфилтрацијом дубоке строме са варијабилном неоваскуларизацијом.

## Патофизиологија
По дефиницији, интерстицијски кератитис је неспуративна упала, коју карактерише ћелијска инфилтрација строме рожњаче, код које у начелу, не долази до примарног захватања епитела или ендотела рожњаче. 
Упала може бити или директан резултат инфективног процеса или, чешће, секундарна у односу на имунолошки одговор на специфични страни антиген. Овај имунолошки одговор може имати облик депозиције комплекса антиген-антитело, болести посредоване комплементом или реакције преосетљивости одложеног типа.
Акутни интерстицијски кератитис може бити изазван запаљењем површине ока и након интраокуларне операције. Запаљење рожњаче најчешће захвата дубоке слојеве строме, било као мултифокални инфилтрати или као дифузни процес. Стромални едем рожњаче може настати услед упале, што рожњачи даје изглед  од брушеног стакла.
Варијабилност обима неоваскуларизације строме рожњаче зависи од тежине упале која је била присутна. Типично, неоваскуларизација почиње на лимбусу рожњаче и може се јавити на било ком нивоу, иако се најчешће види у дубљим слојевима строме. Упала строме која прекрива суд често узрокује флеку боје лососа због ружичасте боје коју дају стромални крвни судови. Може доћи и до интрастромалног крварења.
Интерстицијски кератитис може напредовати у фазу регресије, током које долази до ожиљака строме рожњаче и ремоделирања колагена. Површински крвни судови се ресорбују, а дубљи крвни судови могу да се суже, што доводи до појаве крвних судова који се виде као касни налаз сифилитичног интерстицијалног кератитиса.
Ожиљци рожњаче су крајњи резултат почетне инвазије крвних судова у строму рожњаче и део су инфламаторног одговора. Како би нормално ткиво рожњаче требало да буде аваскуларно (без крвних судова) и прозирно (да би се омогући нормалан пролаз светлости), свако присуство крвних судов и инфламаторног процеса који резултује ожиљцима доводи до замагљивања рожњаче и поремећаја вида. 

## Клиничка слика
Акутни знаци и симптоми интерстицијског кератитиса су бол, фотофобија, црвено воденасто око, као последица активне упале рожњаче која доводи до васкуларне инвазије и стромалне некрозе која може бити дифузна или локализована. Ове промене узрокује ружичасту пребојеност провидног нормално ткива рожњаче, праћеног замућењем вида услед ожиљака строме рожњаче, присуства крвних судова и истањивања рожњаче, посебно ако се јавља у видној оси ока.

## Дијагноза
Позитиван серолошки тест  (ВДРЛ теста имобилизације на Трепонему паллидум) потврђује дијагнозу луетичког (сифилитичног) интерстицијалног кератитиса. Пацијенти са негативним серолошким тестовима могу имати Коганов синдром.  
У циљу превенцију трајног оштећења вестибуларно.слушног оштећења, симптома губитка слуха, тинитуса или вртоглавице, неопходно је упућивање пацијента оториноларингологу.
У дијагностици инетрстицијског кератитиса потребан је висок индекс клиничке сумње јер сифилис може опонашати скоро свако интраокуларно инфламаторно стање. Погрешна дијагноза мође довести до нелечења или лечења погрешним лековима, дозвољавајући болести да напредује и потенцијално резултује губитком вида.

## Диференцијална дијагноза
Диференцијална дијагноза интерстицијског кератитиса укључује следеће:
- Кератитис, Херпес симплекс
- Еписклеритис
- Манифестације на рожњачи код ХИВ инфекције
- Саркоидоза
- Склеритис
- Туберкулоза

Остали проблеми које треба размотрити укључују следеће:
- Дистрофије рожњаче
- Метаболички поремећаји рожњаче

## Терапија
Терапија се заснива на што је могућем правовременом лечењу основног узрока болести како би се зауставио даљи ток болести. Локална примена антибиотика заједно са капима кортикостероид  има за циљ да минимизира појаву ожиљака на рожњачи. Међутим, како се резидуални ожиљци не могу избећи то може довести до дуготрајног оштећења вида. 
Трансплантација рожњаче није увек погодна због високе стопе одбацивања васкуларизације рожњаче.
Како интравитреални кортикостероид могу да модулише имуни одговор на интраокуларни сифилис; потребна је опрезност, посебно код пацијената са високим ризиком.

## Прогноза
Уз одговарајући третман, оштрина вида код интерстицијалног кератитиса генерално се може сачувати. У случају трајних ожиљака на рожњачи, хируршка терапија је често успешна под условом да се контролише основни узрок запаљења.
Очни сифилис, ако се клинички дијагностикује и адекватно лечи у раној фази, обично резултује потпуним опоравком вида. Ако се сифилитична интраокуларно запаљење не лечи, може доћи до хроничне прогресивне унутарочне упале. Запаљење доводи до секундарног глаукома, хроничног витритиса, ретиналне некрозе и оптичке атрофије.